# Nick Menza
Nicholas "Nick" Menza (Munique, 23 de julho de 1964 — Los Angeles, 21 de maio de 2016) foi um baterista americano nascido na Alemanha que ficou conhecido por tocar no Megadeth de 1989 a 1998. O motivo de sua saída foi um câncer no joelho. O tumor, benigno, foi retirado e ele voltou à ativa. Porém, ainda no hospital, foi demitido por Dave Mustaine através de um telefonema onde Mustaine disse: "seus serviços não são mais necessários", após pensar que ele estivesse mentindo sobre sua condição. Mustaine chamou Jimmy DeGrasso para entrar no Megadeth no lugar de Menza.

## Biografia
Nick Menza Começou a tocar bateria com apenas dois anos de idade, e teve como influências, bateristas como: Jack DeJonette, Buddy Rich, Steve Gadd, Ceroli Nick, Jeff Porcaro, Louie Bellson.
Aos 18 anos de idade, teve seu primeiro trabalho profissional como baterista, com o cantor Kelly Rhoads, irmão do falecido guitarrista Randy Rhoads.
Mais tarde chegou a gravar com o ex-Creedence John Fogerty. 
De 1987 a 1988, Nick Menza foi roadie do então baterista do Megadeth, Chuck Behler, que gravou o disco So Far, So Good... So What!. Na saída de Chuck, Menza foi convidado para integrar o Megadeth. Ele participou da formação clássica do Megadeth, junto com Dave Mustaine, Marty Friedman e David Ellefson. Fez os álbuns Rust In Peace, Countdown To Extinction, Youthanasia e Cryptic Writings. Nick Menza já tocava bateria há muito tempo, mas foi com o Megadeth que ele obteve sucesso.
Conhecido por sua originalidade nas batidas e nos ritmos na bateria, com o pedal duplo e prato de condução marcantes.
Menza morreu na noite de 21 de maio de 2016, após sofrer um ataque cardíaco enquanto se apresentava com a banda OHM, em uma boate de Los Angeles.